# إغوانة بالساس المسلحة
إغوانة بالساس المسلحة (الاسم العلمي: Ctenosaura clarki) (بالإنجليزية: Balsas armed lizard)‏ هي نوع من الزواحف تتبع جنس إغوانة شائكة الذيل من الفصيلة الإغوانية.